# Parlamentsvalet i Belgien 2010
Parlamentsvalet i Belgien 2010 ägde rum den 13 juni 2010 och omfattade val till de två kamrarna i Belgiens federala parlament. Valet var ett förtida val som ägde rum tre år efter parlamentsvalet i Belgien 2007, trots att den nominella mandatperioden var fyra år. Det förtida valet framkallades av att koalitionsregeringen under Yves Leterme föll på grund av oförmåga att hitta en lösning på frågan om valkretsen Bryssel-Halle-Vilvoorde. Efter att Öppna VLD hade lämnat regeringen lämnade Leterme in sin avskedsansökan 22 april 2010. 26 april godkände kung Albert II Letermes avskedsansökan, och 6 maj utlystes nyval.
Inga partier ställde upp i hela landet, utan enbart i de nederländskspråkiga eller franskspråkiga valkretsarna. Förändringarna i startfältet jämfört med 2007 års val var framför allt att Kristdemokratisk och Flamländsk (CD&V) och Ny-Flamländska Alliansen (N-VA) inte längre hade någon valsamverkan utan ställde upp var för sig. Socialistische Partij Anders hade heller ingen valsamverkan med Sociaal-Liberale Partij (som 2007 fortfarande hette SPIRIT), efter att detta parti i slutet av 2009 gick upp i Grön!.

## Valresultat
Valet var framför allt en stor framgång för det separatistiska mittenpartiet N-VA på den flamländska sidan och för Socialistiska partiet på den franskspråkiga sidan. De liberala partierna på båda sidor (Öppna VLD och Mouvement Réformateur) tappade i stöd, och så gjorde även de flamländska separatisterna i Lijst Dedecker och i det högerextrema Vlaams Belang. De franskspråkiga högerextremisterna Front National åkte ut ur parlamentet, och det nya partiet Parti Populaire fick ett mandat i Representantkammaren.

### Representantkammaren
Valet gäller alla 150 platser i Representantkammaren.
| Parti                                                                  | Röster % | Mandat |
| ---------------------------------------------------------------------- | -------- | ------ |
| Ny-Flamländska Alliansen (Nieuw-Vlaamse Alliantie), N-VA               | 17,40%   | 27     |
| Socialistiska partiet (Parti Socialiste), PS                           | 13,71%   | 26     |
| Kristdemokratisk och Flamländsk (Christen-Democratisch & Vlaams), CD&V | 10,85%   | 17     |
| Mouvement Réformateur, MR                                              | 9,28%    | 18     |
| Socialistische Partij Anders, sp.a                                     | 9,24%    | 13     |
| Öppna VLD (Open VLD)                                                   | 8,64%    | 13     |
| Vlaams Belang, VB                                                      | 7,76%    | 12     |
| Centre démocrate humaniste, CDH                                        | 5,53%    | 9      |
| Ecolo                                                                  | 4,80%    | 8      |
| Grön! (Groen!)                                                         | 4,38%    | 5      |
| Lijst Dedecker, LDD                                                    | 2,31%    | 1      |
| Parti Populaire                                                        | 1,29%    | 1      |
| Övriga                                                                 | 4,84%    | 0      |
| Summa                                                                  | 100%     | 150    |

### Senaten
40 av Senatens 71 platser tillsätts genom direkt val.
| Parti                                                                  | Röster % | Mandat |
| ---------------------------------------------------------------------- | -------- | ------ |
| Ny-Flamländska Alliansen (Nieuw-Vlaamse Alliantie), N-VA               | 19,61%   | 9      |
| Socialistiska partiet (Parti Socialiste), PS                           | 13,62%   | 7      |
| Kristdemokratisk och Flamländsk (Christen-Democratisch & Vlaams), CD&V | 9,99%    | 4      |
| Socialistische Partij Anders, sp.a                                     | 9,48%    | 4      |
| Mouvement Réformateur, MR                                              | 9,27%    | 4      |
| Öppna VLD (Open VLD)                                                   | 8,24%    | 4      |
| Vlaams Belang, VB                                                      | 7,60%    | 3      |
| Ecolo                                                                  | 5,46%    | 2      |
| Centre démocrate humaniste, CDH                                        | 5,13%    | 2      |
| Grön! (Groen!)                                                         | 3,89%    | 1      |
| Lijst Dedecker, LDD                                                    | 2,02%    | 0      |
| Parti Populaire                                                        | 1,53%    | 0      |
| Övriga                                                                 | 4,09%    | 0      |
| Summa                                                                  | 100%     | 40     |

## Regeringsbildning
Efter valet visade sig den nationella regeringsbildningen ännu svårare än efter tidigare val, då de största partierna inom respektive språkgrupp, nationalistiska N-VA (bland de nederländskspråkiga) och socialistiska PS (bland de franskspråkiga), företrädde olika ideologier och dessutom hade olika syn på Belgiens framtid och behovet av mer makt och ekonomiskt inflytande för regionerna, som en avspegling av intresseskillnaderna mellan norr och söder i Belgien. Elio Di Rupo från PS fick rollen att försöka bilda regering, efter att N-VA:s Bart De Wever sagt att partiet inte hade några anspråk på premiärministerposten, men hade ingen framgång i detta. Yves Leterme satt därför kvar som premiärminister i spetsen för en långlivad expeditionsministär medan kungen utsåg flera olika ledande politiker som avlöste varandra i olika medlarroller. Våren 2011 slog Belgien världsrekord i att ha en utdragen regeringskris, och i juni 2011, ett år efter valet, hade fortfarande ingen ny regering bildats.